# Ioan Burghelea
Ioan Burghelea (n. iulie 1947, Scanteia, Iasi) este un fost senator român în legislatura 1996-2000 ales în județul Mureș pe listele partidului PNȚCD. În cadrul activității sale parlamentare, Ioan Burghelea a fost membru în grupurile parlamentare de prietenie cu Republica Arabă Siriană, Regatul Unit al Marii Britanii și Irlandei de Nord și Republica Columbia. Ioan Burghelea a fost membru în comisia pentru administrația publică, organizarea teritoriului și protecția mediului precum și în comisia juridică de numiri, disciplină, imunități și validări. Ioan Burghelea a inițiat două propuneri legislative din care una a fost promovată lege.